# Burlington, Vermont
Burlington là thành phố ở tây bắc Vermont, bên bờ hồ Champlain. Burlington là quận lỵ của quận Chittenden. Đây là thành phố lớn nhất Vermont, là trung tâm cảng, thương mại và du lịch, công nghiệp chế tạo. Thành phố có các sản phẩm chính: thiết bị điện tử, thép, gỗ, dệt. Thành phố này có Đại học Vermont (lập năm 1791), Champlain College (lập năm 1878), Burlington College (lập năm 1972). Ethan Allen, một anhh hùng trong thời cách mạng Mỹ (1775-1783) sống ở Burlington từ năm 1787 đến năm 1789. Nhà giáo dục và triết học Mỹ John Dewey sinh ra ở đây. Khu vực này có dân định cư năm 1773 và được đặt tên theo dòng họ Burling, những người định cư sớm ở khu vực này.